# Best of the Chrysalis Years
Best of the Chrysalis Years es un álbum recopilatorio de los Ramones el cual se compone de los grandes éxitos incluidos en los cinco álbumes que la banda lanzó con la disquera Chrysalis Records, Brain Drain, Mondo Bizarro, Acid Eaters, ¡Adios Amigos!, y Loco Live. Este fue lanzado el 28 de mayo de 2002, por EMI. El álbum fue reeditado en 2004 bajo el nombre de The Best Of The Ramones.

## Lista de canciones
1. "Pet Semetary" - (Dee Dee Ramone/Daniel Rey)
2. "Don't Bust My Chops" - (Dee Dee Ramone/Joey Ramone/Daniel Rey)
3. "Ignorance Is Bliss" - (Joey Ramone/Andy Shernoff)
4. "Sheena Is a Punk Rocker (Vivo)" - (Joey Ramone)
5. "Teenage Lobotomy (Vivo)" - (The Ramones)
6. "Surfin' Bird (Vivo)" - (Al Frazier/Sonny Harris/Carl White/Turner Wilson)
7. "Poison Heart" - (Dee Dee Ramone/Daniel Rey)
8. "Anxiety" - (Marky Ramone/Skinny Bones)
9. "Take It As It Comes" - (Jim Morrison/John Densmore/Robby Krieger/Ray Manzarek)
10. "Cretin Hop (Vivo)" - (The Ramones)
11. "Rockaway Beach (Vivo)" - (Dee Dee Ramone)
12. "I Wanna Be Sedated (Vivo)" - (Joey Ramone)
13. "Out of Time" - (Mick Jagger/Keith Richards)
14. "Somebody to Love" - (Darby Slick)
15. "Rock And Roll Radio (Vivo)" - (Joey Ramone)
16. "Blitzkrieg Bop (Vivo)" - (Tommy Ramone/Dee Dee Ramone)
17. "I Don't Wanna Grow Up" - (Tom Waits/Kathleen Brennan)
18. "Got A Lot to Say" - (C.J. Ramone)

Las pistas de esta recopilación están tomadas de los siguientes álbumes de los Ramones:
- 1, 2, 3 - Brain Drain (1989)
- 4, 5, 6, 10, 11, 12, 15, 16 - Loco Live (1991)
- 7, 8, 9 - Mondo Bizarro (1992)
- 13, 14 - Acid Eaters (1993)
- 17, 18 - ¡Adiós Amigos! (1995)